# (III)
(III) – trzeci album studyjny kanadyjskiej grupy Crystal Castles, który został wydany 7 listopada 2012 roku. Został w całości wyprodukowany przez Ethana Katha. (III) został nagrany w Berlinie oraz w Warszawie, a zmiksowany w Londynie.

## Lista utworów
1. "Plague" - 4:56
2. "Kerosene" - 3:12
3. "Wrath of God" - 3:07
4. "Affection" - 2:37
5. "Pale Flesh" - 3:00
6. "Sad Eyes" - 3:27
7. "Insulin" - 1:47
8. "Transgender" - 3:05
9. "Violent Youth" - 4:22
10. "Telepath" - 3:54
11. "Mercenary" - 2:39
12. "Child I Will Hurt You" - 3:33